# Francesco Zaboglio
Padre Francesco Zaboglio (Campodolcino, 15 febbraio 1852 – Como, 3 settembre 1911) è stato un religioso e missionario italiano.
Fu parroco della chiesa del Sacro Cuore (Boston) e quindi della chiesa della Madonna di Pompei (New York), dedicate alla cura e al supporto degli immigranti italiani.

## Biografia
Padre Francesco Zaboglio nacque in Campodolcino, in provincia di Sondrio.
Fu ordinato sacerdote a Como nel 1876; fu parroco della chiesa di Menarola fino al 1882 e vicario foraneo di Grossotto fino al 1885, quando si avvicinò alla congregazione dei Padri Scalabriniani. Avendo visitato il padre ed altri familiari che erano emigrati nel Wisconsin negli Stati Uniti, fu colpito dalle difficili condizioni materiali e spirituali degli immigranti italiani. Il 10 aprile 1888 entrò ufficialmente nella congregazione e nel maggio successivo partì per gli Stati Uniti per preparare l'arrivo dei primi missionari.
Su invito della Società S. Marco, andò a Boston dove il 23 dicembre 1888 aprì al culto una cappella, diventata poi nel 1890 la Chiesa del Sacro Cuore (Boston), facendone uno dei centri della comunità cattolica italiana locale. Dal 1890, per diversi anni, fu Vicario Generale, il primo, della Congregazione dei Padri Scalabriniani.
Nel 1896 divenne il secondo parroco della Chiesa della Madonna di Pompei (New York), alla partenza del fondatore, padre Pietro Bandini, per la sua missione in Arkansas. Zaboglio era portatore convinto di quel messaggio di unità e riconciliazione tra cattolicesimo, nazionalismo italiano e patriottismo americano che si rivelerà centrale per l'integrazione e il successo della comunità italiana negli Stati Uniti. Nel 1897 tuttavia rimase gravemente ferito nell'esplosione avvenuta nel seminterrato della chiesa in seguito ad una fuga di gas. Impossibilitato a continuare il ministero missionario a causa delle ustioni riportate, dovette dare le dimissioni a metà del 1899 e far ritorno in Italia. Lo sostituirà alla guida della parrocchia padre Antonio Demo.
Negli ultimi anni di vita Zaboglio fu cappellano a Tremezzo dell'Opera Pia Sommariva, continuando a dare alla Congregazione dei padri Scalabriniani il suo apporto di consigliere e organizzatore.
Morì il 3 settembre 1911 nella casa delle Suore Infermiere di Como.